# جيمس ويلكينسون
جيمس ويلكينسون (بالإنجليزية: James Wilkinson)‏ هو سياسي أسترالي، ولد في 30 نوفمبر 1854 في إبسوتش في أستراليا، وتوفي بنفس المكان في 11 يناير 1915. انتخب عضو مجلس النواب الأسترالي عن دائرة Division of Moreton ‏ (30 مارس 1901 – 12 ديسمبر 1906) وانتخب عضو المجلس التشريعي ولاية كوينزلاند عن دائرة Electoral district of Ipswich ‏ (31 مارس 1894 – 21 مارس 1896).